# Daniel Romanovskij
Daniel Romanovskij (Vilna, 19 de octubre de 1996) es un futbolista lituano que juega en la posición de centrocampista y milita en el FA Šiauliai de la A Lyga.

## Trayectoria

### Inicios en Lituania
Nacido en Vilna, la capital de Lituania, Romanovskij ha jugado para FC Žalgiris, Žalgiris B Vilnius, FK Utenis Utena, FC Stumbras y FC Stumbras II. Romanovskij tiene una característica impresionante de ser un futbolista que en sus primeros 3 años como sénior, ganó 3 dobletes consecutivos, campeonato y copa. Más tarde, mientras jugaba con Stumbras, ganó la Copa Lituana de Fútbol en 2017 jugando la final precisamente contra su antiguo club.

### F. K. Zemun Belgrado
En el verano de 2018 se mudó al extranjero y firmó un contrato de 3 años con el equipo serbio Fudbalski Klub Zemun Belgrado, un club donde su compatriota y excompañero de equipo en Žalgiris, Justas Lasickas, había estado jugando con un año de préstamo una temporada antes.

### F. K. Kauno Žalgiris
El 26 de febrero de 2019 regresó a Lituania y firmó un acuerdo con el FK Kauno Žalgiris. En 2019 jugó 27 partidos en la temporada y anotó tres goles.

## Selección nacional
Romanovskij representó a Lituania en los niveles sub-17, sub-19 y sub-21.
Hizo su debut internacional para la selección lituana absoluta en 2018.

## Palmarés

### Torneos nacionales
| Título                | Club           | País     | Año  |
| --------------------- | -------------- | -------- | ---- |
| A Lyga                | F. C. Žalgiris | Lituania | 2014 |
| Copa de Lituania      | F. C. Žalgiris | Lituania | 2014 |
| A Lyga                | F. C. Žalgiris | Lituania | 2015 |
| Copa de Lituania      | F. C. Žalgiris | Lituania | 2015 |
| A Lyga                | F. C. Žalgiris | Lituania | 2016 |
| Copa de Lituania      | F. C. Žalgiris | Lituania | 2016 |
| Supercopa de Lituania | F. C. Žalgiris | Lituania | 2016 |
| Copa de Lituania      | F. C. Stumbras | Lituania | 2017 |